# Иезуитский колледж (Шкодер)
Иезуитский колледж — бывшее высшее образовательное учреждение в Шкодере, Албания. До начала Второй мировой войны колледж был одним из значимых центров научного исследования албанского языка и литературы.
Колледж был основан в 1877 году католическими монахами «Братья-ксавериане из Конгрегации святого Франциска Ксававерия» и назывался первое время как «Ксаверианский колледж». Позднее колледж был передан иезуитам, от которых учебное заведение взяло своё наименование.
С 1930 года в Иезуитском колледже преподавал албанский поэт Ндре Мьеда.

## Известные выпускники
- Фаик Коница — деятель национального возрождения, публицист и политик;
- Хиле Моси — албанский поэт.